# Афанасій I (патріарх Константинопольський)
Афанасій I (грец. Ἀθανάσιος Αʹ; ? — 1360) — Патріарх Константинопольський у 1289–1293 та 1303–1309 роках, видатний церковний діяч Візантійської імперії, відомий своєю аскетичною строгістю, реформаторськими зусиллями та смиренням. Його правління припало на складний період історії Константинопольського патріархату, позначений політичними та релігійними викликами, зокрема боротьбою з єресями та спробами відновлення церковної дисципліни.

## Життєпис

### Ранні роки та чернече життя
Афанасій народився в Адріанополі (сучасний Едірне, Туреччина) у першій половині XIII століття. Точна дата його народження невідома. З юних років він обрав шлях чернечого життя, вступивши до монастиря на Афоні, де здобув репутацію подвижника та аскета. Його суворий спосіб життя та духовна глибина привернули увагу церковної ієрархії, що стало основою для його подальшого просування в церковній кар’єрі.

### Перше патріаршество (1289–1293)
Афанасій I був обраний Патріархом Константинопольським у 1289 році за правління імператора Андроніка II Палеолога. Його обрання відбулося в умовах внутрішньої кризи у Візантійській імперії, коли церква потребувала сильного лідера для зміцнення духовної дисципліни. Афанасій активно боровся проти моральної розбещеності духовенства, виступав за суворе дотримання чернечих обітниць і намагався реформувати церковне управління. Він також засуджував симонію (продаж церковних посад) та інші зловживання.
Його реформи викликали значний опір серед частини духовенства та світської еліти, що призвело до конфліктів із впливовими групами. У 1293 році через політичний тиск і невдоволення його суворими методами Афанасій був змушений залишити патріарший престол і повернутися до чернечого життя.

### Друге патріаршество (1303–1309)
У 1303 році Афанасія I знову запросили очолити Константинопольський патріархат, що свідчило про визнання його авторитету та необхідність його реформаторського підходу. Під час другого терміну він продовжив боротьбу за церковну чистоту, акцентуючи увагу на духовному вихованні кліру та мирян. Афанасій також брав активну участь у вирішенні богословських спорів, зокрема пов’язаних із єресями та розколами, що загрожували єдності православної церкви.
Одним із ключових моментів його діяльності було листування з єпископами та мирянами, в якому він закликав до покаяння, смирення та повернення до євангельських принципів. Ці листи, які збереглися до нашого часу, є цінним джерелом для розуміння церковного життя Візантії того періоду.
У 1309 році через погіршення здоров’я та постійний тиск з боку опонентів Афанасій I вдруге залишив патріарший престол і повернувся до монастиря, де провів останні роки свого життя в молитві та аскезі.

### Смерть і канонізація
Афанасій I помер у 1360 році в монастирі, ймовірно, в Константинополі. Його подвижницьке життя та відданість церкві сприяли його канонізації Православною церквою. Пам’ять святителя Афанасія I вшановується 24 жовтня за юліанським календарем. Він залишив по собі спадщину вірного пастиря, який поєднував строгість із глибоким смиренням і молитвою.

## Вплив і спадщина
Афанасій I залишив значний слід в історії Константинопольського патріархату завдяки своїм реформам, спрямованим на зміцнення церковної дисципліни. Його діяльність мала важливе значення для збереження православної віри в умовах політичної нестабільності Візантійської імперії. Листи Афанасія, адресовані духовенству та мирянам, є важливим джерелом для вивчення релігійного та суспільного життя Візантії XIII–XIV століть.
Святитель Афанасій I вважається прикладом християнського смирення, духовної сили та відданості церкві. Його життя і служіння надихають православних християн і донині.